# 少女隊 (日本)
少女队（日语：／ Shōjotai），日本80年代流行女子音樂偶像團體。1984年出道，早期成員有蓝田美豊、安原丽子及市川三惠子，出道时三人皆只有15岁。1985年市川三恵子因病（椎间盘突出）退出后，由只有13岁的引田智子代替。1986年起往香港、台湾及东南亚多国猛烈宣传及开演唱会，企图打开海外市场。1989年安原丽子单飞，蓝田美豊和引田智子随即引退，少女队正式解散。
1999年安原丽子、市川三恵子和引田智子重组第二代少女队，而蓝田美豊因怀孕没有参加。

## 成員
- Miho（ミホ）

藍田美豐（日语：藍田 美豊／あいだ みほ），出生於1969年8月31日，神奈川縣逗子市出身，A型血。
組合解散後藝名變更為愛田実歩→愛田美歩→藍田美豊，已婚並育有三位孩子，模特兒入夏為其女兒。
- Reiko（レイコ）

安原麗子（日语：安原 麗子／やすはら れいこ），出生於1969年10月18日，神奈川縣橫濱市出身，A型血。
- Chiiko（チーコ）

市川三惠子（日语：市川 三恵子／いちかわ ちいこ），出生於1969年12月8日，東京都立川市出身，A型血。
1985年因椎间盘突出而退出。
- Tomo（トモ）

引田智子（日语：引田智子），出生於1972年11月3日。
1985年加入，接替離隊的市川三惠子。初代引田天功的女兒，引田有美的異母妹。

## 音樂作品

### 單曲
- （1984年8月28日）
- （1985年1月10日）
- （1985年4月3日）
- （1985年6月21日）
- （1985年8月21日）
- （1985年11月27日）
- （1986年3月5日）
- （1986年10月1日）
- （1986年12月21日）
- （1987年4月27日）
- （1987年10月26日）
- （1988年3月25日）
- （1988年5月11日）
- （1989年2月1日）
- （1999年4月21日）

### 12吋單曲
- ESCAPE（1984年8月28日）
- FOREVER 2001（1985年12月21日）
- FROM SANTA CLAUS VILLAGE（1987年12月5日）

### 專輯
- 少女隊PHOON（1984年8月28日）
- 少女隊フラミンゴIsland（1985年4月21日）
- 少女隊アドベンチャーIsland（1985年7月31日）
- 少女隊Island（1985年8月10日）
- UNTOUCHABLE（LP：1986年2月25日、CD：1986年3月5日）
- FROM S（LP：1986年8月28日、CD：1986年10月25日）
- SUPER VARIO（1986年12月25日）
- ZOO（1987年5月25日）
- P-CAN（1987年12月5日）
- Fun Fan Fun（1989年3月1日）

### 現場專輯
- ARE YOU READY !?（LP：1986年6月5日、CD・LD：1986年6月25日）

### 精選專輯
- 少女隊ごっこ　シングルヒット＆カラオケ集（1986年1月25日）
- ABCD・・ All Single Collection ・（1986年3月31日）
- SHOHJO-TAI THE BEST（1986年12月5日）
- DO OUR BEST!（1989年6月9日）
- TWIN BEST（1997年3月19日）
- ゴールデン☆ベスト（2004年11月17日）
- GOLDEN☆BEST 少女隊 フォノグラム・シングル・コレクション（2006年3月1日）
- 少女隊 ベスト10（2007年1月27日）
- 少女隊 Complete Singles Forever 1984-1999（2016年8月24日）

## 演出

### 電視劇
- 特別機動少女隊 ホールドアップ!!
- 夏・体験物語
- 胸キュン刑事
- フローズンホラーショウ フジテレビ 月曜ドラマランド
- 女だらけ（1987年フジテレビ、月曜ドラマランド）

### 電影
- クララ白書・少女隊PHOON（1985年）
- HOW ARE YOU MY FRIEND/少女隊・青春節拍（1985年，香港電影）
- ビー・バップ・ハイスクール 高校与太郎狂騒曲（1987年）

### 綜藝節目
- 平成名物TV・IKE IKE CLUB

### 電視廣告
- 固力果百力滋（1985年）映画クララ白書・少女隊PHOONタイアップ商品
- KAGOME u fu fu 清涼飲料水（1985年）

### 電台
- 進め少女隊